# Igor Constantinovich da Rússia
Igor Constantinovich da Rússia (em russo:Игор Константинович), foi o sexto filho do grão-duque Constantino Constantinovich da Rússia e da sua esposa, a princesa Isabel de Saxe-Altemburgo.

## Biografia
Igor Constantinovich nasceu em São Petersburgo no dia 10 de junho de 1894, sendo filho do grão-duque Constantino Constantinovich, um neto do czar Nicolau I da Rússia. Cresceu como um jovem elegante e gentil que gostava de teatro e era amado por todos que o conheciam. Era conhecido por falar um pouco alto demais. Foi educado na "Corpe de Pages", uma academia militar imperial em São Petersburgo.
Durante a Primeira Guerra Mundial, Igor foi capitão do regimenro de Ismailovsky e tornou-se num herói de guerra condecorado. Contudo a sua saúde era bastante frágil. Sofreu de pleurisia e complicações respiratórias em 1915 e, mesmo depois de se curar e regressar às trincheiras, Igor não conseguia caminhar muito depressa e era frequente tossir e cuspir sangue.
No dia 4 de abril de 1918, Igor foi exilado para os montes Urais pelos bolcheviques e foi assassinado em julho do mesmo ano numa mina perto de Alapaevsk, juntamente com os seus irmãos João e Constantino, os seus primos Vladimir Pavlovich Paley e o grão-duque Sérgio Mikhailovich da Rússia e a grã-duquesa Isabel Feodorovna. O seu corpo foi, posteriormente, recuperado e enterrado num cemitério ortodoxo em Pequim, que foi destruído durante a Revolução Cultural Chinesa.

## Canonização
Em 1981, o príncipe Constantino Constantinovich foi canonizado como neomártir pela Igreja Ortodoxa Fora da Rússia. Em 2000, depois de várias discussões dentro da Igreja Ortodoxa Russa, foi declarado Mártir da Opressão da União Soviética.

## Genealogia
| Igor Constantinovich da Rússia | Pai: Constantino Constantinovich da Rússia                  | Avô paterno: Constantino Nikolaevich da Rússia | Bisavô paterno: Nicolau I da Rússia                       |
| Igor Constantinovich da Rússia | Pai: Constantino Constantinovich da Rússia                  | Avô paterno: Constantino Nikolaevich da Rússia | Bisavó paterna: Alexandra Feodorovna (Carlota da Prússia) |
| Igor Constantinovich da Rússia | Pai: Constantino Constantinovich da Rússia                  | Avó paterna: Alexandra Iosifovna               | Bisavô paterno: José de Saxe-Altemburgo                   |
| Igor Constantinovich da Rússia | Pai: Constantino Constantinovich da Rússia                  | Avó paterna: Alexandra Iosifovna               | Bisavó paterna: Amélia de Württemberg                     |
| Igor Constantinovich da Rússia | Mãe: Isabel Mavrikievna (Isabel Augusta de Saxe-Altemburgo) | Avô materno: Maurício de Saxe-Altemburgo       | Bisavô materno: Jorge de Saxe-Altemburgo                  |
| Igor Constantinovich da Rússia | Mãe: Isabel Mavrikievna (Isabel Augusta de Saxe-Altemburgo) | Avô materno: Maurício de Saxe-Altemburgo       | Bisavó materna: Maria Luísa de Mecklemburgo-Schwerin      |
| Igor Constantinovich da Rússia | Mãe: Isabel Mavrikievna (Isabel Augusta de Saxe-Altemburgo) | Avó materna: Augusta de Saxe-Meiningen         | Bisavô materno: Bernardo II de Saxe-Meiningen             |
| Igor Constantinovich da Rússia | Mãe: Isabel Mavrikievna (Isabel Augusta de Saxe-Altemburgo) | Avó materna: Augusta de Saxe-Meiningen         | Bisavó materna: Maria Frederica de Hesse-Cassel           |